# Forūdgāh-e Lāmerd
Forūdgāh-e Lāmerd (persiska: فرودگاه لامرد) är en flygplats i Iran.   Den ligger i provinsen Fars, i den södra delen av landet, 900 km söder om huvudstaden Teheran. Forūdgāh-e Lāmerd ligger 408 meter över havet.
Terrängen runt Forūdgāh-e Lāmerd är varierad. Runt Forūdgāh-e Lāmerd är det glesbefolkat, med 20 invånare per kvadratkilometer. Närmaste större samhälle är Lāmerd, 4,1 km söder om Forūdgāh-e Lāmerd. Trakten runt Forūdgāh-e Lāmerd är ofruktbar med lite eller ingen växtlighet.